# Le Puiset
Puiset foi uma comuna francesa na região administrativa do Centro, no departamento Eure-et-Loir. Estendia-se por uma área de 7,93 km². Em 2010 a comuna tinha 402 habitantes (densidade: 50,7 hab./km²).
Em 1 de janeiro de 2019, passou a formar parte da nova comuna de Janville-en-Beauce.